# 桂米輝
桂 米輝（かつら よねき、1984年12月25日 - ）は、日本の落語家。本名は大谷 輝弥（おおたに てるや）。上方落語協会会員、米朝事務所所属。

## 来歴･人物
奈良県大和郡山市出身。血液型はB型。関西大学経済学部卒業。
2011年7月7日に5代目桂米團治に入門。
天満天神繁昌亭ウェブサイト掲載のプロフィールには「1デシベルでも多くの笑い声を浴びられるよう、精進するのが目標」と記している。
趣味は、天満天神繁昌亭サイトでは「Wikipediaの閲覧、ピアノ、ギターなど」、米朝事務所ウェブサイト掲載のプロフィールでは「ピアノ・ギター・三味線・アコーディオンの演奏、楽器収集、路線バスに乗ること。」としている。
花詩歌タカラヅカでの芸名は「矢摩 千里（やま せんり）」（現在は卒業）。

## 受賞歴
- 第3回上方落語若手噺家グランプリ優勝[3]。
- 第18回繁昌亭新人賞[4]

## 出演
- 一門勢揃い スゴすぎまっせ!米朝師匠!感謝申し上げます（関西テレビ、2015年4月12日）
- サンデーライブ ゴエでSHOW!（MBSラジオ、2021年8月8日「桂二葉の日曜、何しよう?」リポーター代理）